# Rhythm in the Ranks
Rhythm in the Ranks ist ein US-amerikanischer animierter Kurzfilm von George Pal aus dem Jahr 1941.

## Handlung
Soldat Jan verschläft und kommt daher zu spät zum Antreten. Er gehört mit zahlreichen weiteren Kameraden zur rot-weiß-blauen Armee. Weil er als letzter erscheint, muss er zur Strafe beim anschließenden Marsch die Kanone ziehen. Während des Marschs kommen die Soldaten an einem See vorbei, auf dem ein hübsches Mädchen Schlittschuh läuft. Jan vergisst seine Pflicht und fährt zusammen mit dem Mädchen Schlittschuh. Daraufhin wird er von seinem Vorgesetzten General Planck degradiert und muss ins Lager zurückkehren. Zur Strafe soll er die Baracken tünchen. Während die anderen Soldaten wie geplant abmarschieren, erhält Jan eine Kriegserklärung von den Screwballs. Diese schlagen den überraschten General Planck und seine Männer in die Flucht, doch gelingt es Jan, die Screwballs allein zu besiegen und sich so zu rehabilitieren.

## Produktion
Rhythm in the Ranks wurde als Puppentrick in Stop-Motion animiert. Wie andere Pal-Filme, zum Beispiel Tulips Shall Grow, nimmt auch dieser Film Bezug auf die Niederlande, so tragen die Soldaten Uniformen in den Farben der niederländischen Flagge. Pal hatte sich nach seiner Flucht aus Deutschland 1933 in den Niederlanden niedergelassen und dort 1934 ein Animationsstudio gegründet, bevor er 1940 in die USA gegangen war. Rhythm in the Ranks erschien am 26. Dezember 1941 als Teil der Puppetoons Theatrical Cartoon Series. Im Film ist Raymond Scotts Lied The Toy Trumpet zu hören.

## Auszeichnungen
Rhythm in the Ranks wurde 1942 für einen Oscar in der Kategorie „Bester animierter Kurzfilm“ nominiert, konnte sich jedoch nicht gegen Der herzlose Retter durchsetzen. Es war Pals erste Oscarnominierung.